# Maria Grzędzielska
 Maria Grzędzielska, Florian, Monika, (ur. 7 grudnia 1906 we Lwowie, zm. 25 maja 2000) – harcerska sanitariuszka w czasie 
Obrony Lwowa 1918–1920, 1939 łączniczka AK, instruktorka PWK, żołnierz AK Lwów, sekretarka szefa Oddziału V Łączności Operacyjnej Sztabu Komendy Obszaru, zastępczyni referentki WSK KO Lwów do spraw łączności; więzień łagrów, teoretyk i historyk literatury, prowadzący wykłady i ćwiczenia z poetyki, stylistyki, wersyfikacji, z historii literatury oświecenia i romantyzmu. Autorka prac o rymie klasycznym i romantycznym, oraz  o wersyfikacji w poezji różnych epok.

## Życiorys
Urodzona w rodzinie inteligenckiej; jej ojcem był polski prawnik i polityk Władysław Leon Grzędzielski. Studiowała  filologię polską na Uniwersytecie Jana Kazimierza we Lwowie. Pod kierunkiem Juliusza Kleinera napisała i obroniła w 1931 roku pracę doktorską traktującą o klasycznym rymie polskim i początkach rymu romantycznego, na przykładach utworów Felińskiego i Mickiewicza. W latach 1934–1939 była zatrudniona w różnych szkołach prywatnych, kolejno we Lwowie, Łodzi, Samborze, Nisku i Złoczowie. Na początku wojny powróciła do Lwowa, gdzie pracowała w Instytucie Bakteriologicznym. Sympatyczka endecji, wierna ideałom patriotycznym  i służbie społeczeństwu. W 1941 zaprzysiężono ją jako członka Związku Walki Zbrojnej, następnie została żołnierzem Armii Krajowej. W 1945 roku została aresztowana przez władze sowieckie i umieszczona kolejno w kilku obozach położonych na terytorium ZSRR. Uwolniona w 1948 roku, powróciła do kraju. W okresie 1950–1951 pracowała na Kursach Przysposobienia Zawodowego 
Nauczycieli w Krakowie. W roku 1951 znalazła się jako asystentka w Wyższej Szkole Pedagogicznej w Krakowie i tam pozostawała do 1956 roku, uzyskując stanowisko zastępcy profesora. W tym samym roku przeniosła się do Lublina, gdzie zatrudniono ją w katedrze Historii Literatury UMCS-ie w Lublinie na stanowisku zastępcy profesora. Związana z tą uczelnią aż do przejścia na emeryturę i mimo utrudnień wydawniczych w PRL-u, osiągnęła duży dorobek naukowy. W roku 1963 habilitowała się na podstawie rozprawy omawiającej twórczość Felicjana Faleńskiego. W 1969 roku została kierownikiem Katedry Historii Literatury Polskiej, przemianowanej następnie na Zakład Teorii Literatury. Niedługo przed przejściem na emeryturę uzyskała w 1973 tytuł profesora. Kilkakrotnie nagradzana przez Ministra Szkolnictwa Wyższego, została odznaczona Złotym Krzyżem Zasługi. Krzyżem Kawalerskim Orderu Odrodzenia Polski, Medalem Komisji Edukacji Narodowej tytułem honorowym „Zasłużony Nauczyciel Polskiej Rzeczypospolitej Ludowej”. Posiadała odznaczenia wojenne, związane ze służbą w AK  Medal Wojska nadany w Londynie w 1948, Srebrny Krzyż Zasługi z Mieczami (Londyn 1949) i Krzyż Armii Krajowej (Londyn 1991).